# Gornji Grad - Medveščak
Pour les articles homonymes, voir Gornji Grad et Medveščak.

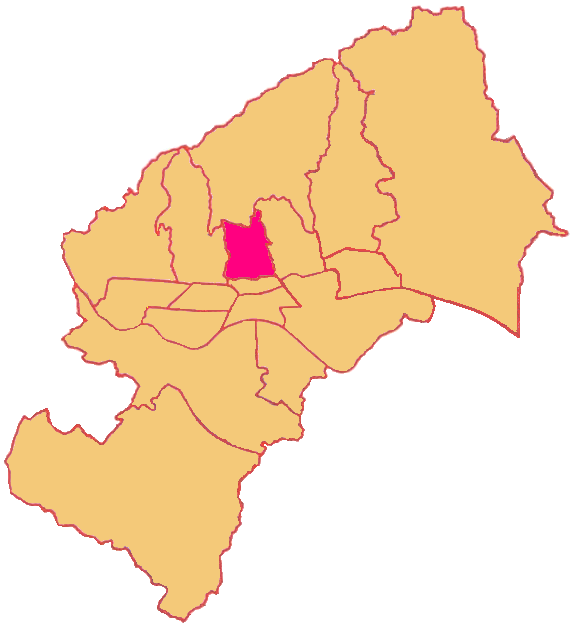
Gornji Grad - Medveščak (en rose) et les autres quartiers de Zagreb

Gornji Grad - Medveščak (prononcé [ˈgŏr.ɲi ˈgrâːd me.dveˈʂtʂăːk]) est un arrondissement (en croate, četvrt) de Zagreb, la capitale de la Croatie. Il a une superficie de 10,12 km². Au recensement de 2001, il comptait 36 384 habitants.
Gornji Grad - Medveščak est le plus riche arrondissement de Zagreb, parce que les quartiers élites de Pantovčak, Šalata et Tuškanac sont situés dans celui-ci.

## Quartiers
- Gradec (ou Gornji Grad)
- Gupčeva zvijezda
- Kaptol
- Kraljevac
- Medveščak
- Mirogoj
- Nova Ves
- Pantovčak
- Petrova
- Ribnjak
- Šalata
- Tkalčićeva
- Tuškanac
- Voćarska
- Zelengaj